# James Blish

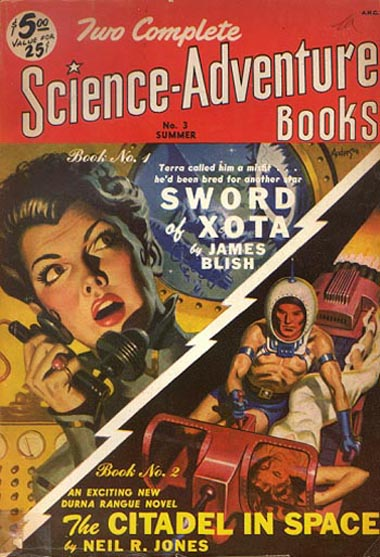
A The Warriors of Day borítója 1951-ből

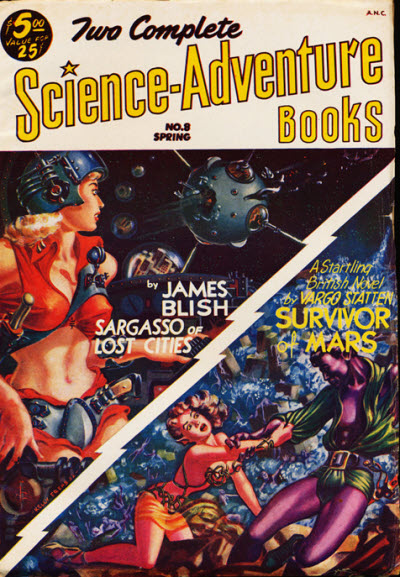
A Sargasso of Lost Cities borítója 1953-ból

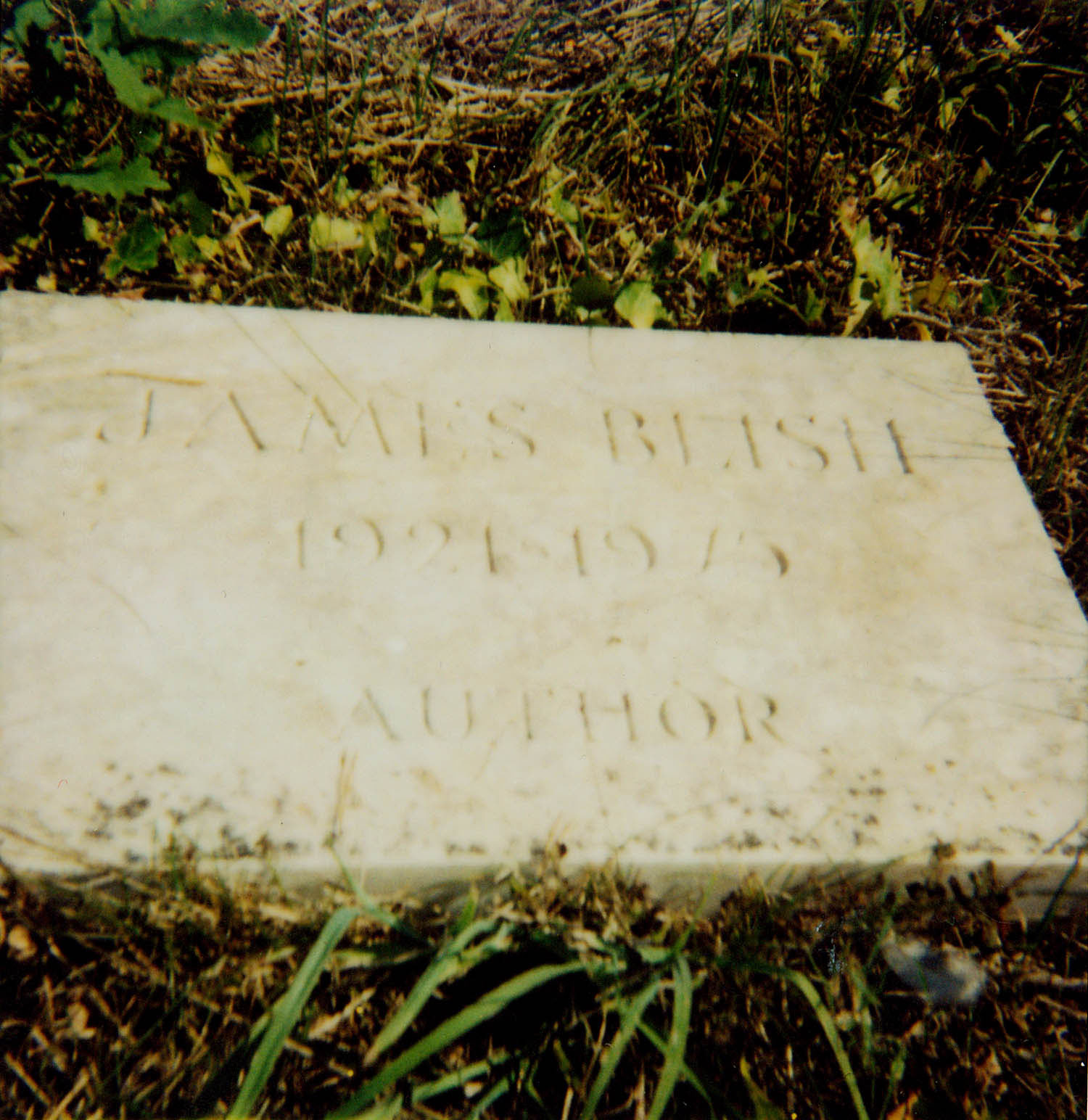
James Blish sírja

James Blish (East Orange, New Jersey, 1921. május 23. – Henley-on-Thames, Anglia, 1975. július 30.) amerikai tudományos-fantasztikus író.

## Élete
Középiskolai tanulmányai alatt kiadta a The Planeteer című, hektográffal sokszorosított fanzint, amelyből összesen hat szám jelent meg. Ebben az időszakban a New York-i Futurian Science Fiction Society találkozóin is részt vett. A társaság két másik tagjával, Damon Knight-tel és Cyril M. Kornbluth-tal közeli barátságot kötött, de a többi taggal való viszonya gyakran keserű volt. Egyik gyakori vitapartnere Judith Merril volt, akivel a politikát vitatta meg. Merrill elutasította Blish önjellemzését, miszerint "papírfasiszta" lenne, Better to Have Loved (2002) című cikkében így ír erről: "Természetesen Blish nem volt sem fasiszta, sem antiszemita vagy bármi hasonló szörnyű dolog, de minden alkalommal, amikor ezt a kifejezést használta, vöröset láttam".
Középiskolai tanulmányai végeztével a Rutgers Egyetemen nikrobiológiát tanult, 1942-ben szerzett diplomát. Belépett a hadseregbe, s rövid ideig orvosi laboratóriumi technikusként szolgált. A hadseregből 1944-ben elbocsátották, mivel megtagadott egy, a laboratóriumi zsírtartó edények tisztítására vonatkozó parancsot. Ezután a Columbia Egyetemen állattant kezdett hallgatni, ám ezt félbeszakította, s teljes egészében az írásnak szentelte magát.
1947-ben vette feleségül Virginia Kidd-et, akit még a Futurian Society-ben ismert meg. 1963-ban elváltak, Blish 1964-ben ismét megnősült, a művész J. A. Lawrence-t vette el, akivel ugyanebben az évben Angliába költözött. 1962 és 1968 közt a Tobacco Institute munkatársa volt mint író és kritikus, az itt végzett munkájának java részét név nélkül jelentette meg.
Tüdőrákban hunyt el, irathagyatéka a Bodleian Könyvtárba került. E könyvtár őrzi Blish nyomtatásban megjelent munkáinak teljes sorozatát is. Írói álnevei Donald Laverty, John MacDougal és Arthur Lloyd Merlyn voltak.

## Munkássága
Az 1940-es években Blish munkáit a kor fantasztikus magazinjaiban publikálta. Első, Emergency Refueling című elbeszélése 1940-ben jelent meg a Frederik Pohl által szerkesztett Super Science Stories-ben. Több története is folytatásokban jelent meg. Chaos, Co-Ordinated című, Robert A. W. Lowndes-szel közösen írt novellája az Astounding 1946. októberi számában jelent meg, végül e munka hozta el az igazi sikert Blish számára.

### Pantropy (1942–1956)
Andrew Litpack Blish-t "gyakorlati írónak" nevezte, mivel gyakran felülvizsgálta és bővítette a korábban általa írott történeteket, Jó példa erre a Sunken Universe című novella, amely először a Super Science Stories-ben jelent meg 1942-ben. A novella 1952-ben a Galaxy Science Fiction-ban megváltozott formában Surface Tension címmel jelent meg, s egy ellenséges bolygó sekély medencéiben játszódik. Ez Blish egyik legnépszerűbb munkája, a Robert Silverberg által szerkesztett The Science Fiction Hall of Fame, 1929–1964 című sorozat első kötetébe is bekerült. A munkában mikroszkopikus emberek próbálnak túlélni egy ellenséges bolygón. Blish e művéhez 1954-ben készített folytatást The Thing in the Attic címmel, a harmadik rész 1955-ben készült el Watershed címmel. A negyedik folytatást, melynek címe A Time to Survive a The Magazine of Fantasy & Science Fiction publikálta 1957-ben. A történetek könyvformában 1956-ban jelentek meg a Gnome Press gondozásában.

### Cities in Flight (1950–1958)
Az 1950-es években, az "Okie" történetsorozat megkezdése után egyre nyilvánvalóbbá vált, hogy Blish a kor tudományos-fantasztikus írói színvonalánánál mélyebb, komolyabb írásokat alkot. A Cities in Flight sorozat történetei lazán kapcsolódnak az 1930-as évek Dust Bowl-válságát követő okie-vándorláshoz (az 1930-as években a szárazság miatt farmjukat elvesztő, családjaikkal munkát keresve nyugat felé vándorló, jellemzően Oklahomából származó farmereket nevezték okie-nak) és Oswald Spengler A nyugat alkonya című művéhez. A sorozat részletesen ismerteti az okie-k életét, aki az űrben vándorolnak munkát keresve hatalmas, városszerű űrhajóikkal, amelyeket egyfajta antigravitációs hajtómű hajt meg. A munka tükrözi Blish véleményét a nyugati típusú társadalmakról. A sorozat első két része, az Okie és a Bindlestiff 1950-ben jelent meg az Astounding-ban. A következő rész, a Sargasso of Lost Cities két kötetben került az olvasók elé 1953 áprilisában. A negyedik rész, az Earthman, Come Home néhány hónappal később jelent meg az Astounding-ban. Blish 1955-ben a négy kötetet önállóan is megjelentette Earthman, Come Home címen. A sorozat következő részei: They Shall Have Stars 1956-ban, együtt a Bridge és az At Death's End című történetekkel. A The Triumph of Time 1958-ban jelent meg. Blish négy évvel később, 1962-ben publikált újabb okie-regényt A Life for the Stars címen.

### After Such Knowledge (1958–1971)
Blish folytatta régebbi munkái átdolgozását. Egyik legismertebb munkája, az A Case of Conscience (1958) című regény eredetileg egy novella volt, amely az If magazinban jelent meg 1953-ban. A történet egy jezsuita papról, Ramon Ruiz-Sanchezről szól, aki egy expedíció technikusaként a Lithia bolygóra látogat. A bolygót intelligens, két lábon járó hüllők lakják, akik tökéletes erkölcsök szerint élnek, s amely erkölcsök a pap szerint "Isten hiányára" vezethetőek vissza, s ebből különféle, teológiai jellegű konfliktusok származnak. E mű az egyik legelső olyan a tudományos-fantasztikus irodalomban, amely a vallással és annak következményeivel foglalkozik. E munka egy sorozat első kötete volt, a sorozatban később a következő kötetek jelentek meg: Doctor Mirabilis (1964), a két kötetből álló Black Easter (1968) és a The Day After Judgment (1971). Ez utóbbi kettő 1980-ban összevonva The Devil's Day cím alatt jelent meg. A Legend kiadó 1991-ben újra megjelentette a teljes sorozatot After Such Knowledge címen. Az A Case of Conscience 1959-ben Hugo-díjat nyert  a legjobb regény kategóriájában.

### Star Trek (1967–1977)
A Bantam Books megbízta Blisht a Star Trek sorozat epizódjai irodalmi adaptációjának elkészítésével. Ezek általában a sugárzott epizódok vázlatos forgatókönyvein alapultak, de azoktól eltérő cselekményelemeket és helyzeteket is tartalmaztak. E regényekből tizenkettő készült el, s 1967 és 1977 közt azonos cím alatt jelentek meg. Az adaptációkat jórészt Blish írta, ám hanyatló egészsége később komolyan akadályozta munkájában. Felesége segített neki, számos részletet ő készített el, munkája azonban az utolsó kötet 1977-es megjelenéséig névtelen maradt, e kötetben szerepelt először mint társszerző. Szintén Blish írta a Spock Must Die! (1970) című regényt, amelyhez folytatásokat is tervezett. Felesége szerint a fentebb említett sorozatból két részt (I, Mudd és Mudd's Women), amelyben szerepelt a népszerű szereplő Harry Mudd visszatartott, mert ezeket a Spock Must Die! folytatásaiba kívánta beilleszteni, azonban még a regény befejezése előtt elhunyt. Lawrence végül adaptálta e két epizódot, s önálló regényként jelentette meg Mudd's Angels címen, egy kötetben teljesen saját, Business, as Usual, During Altercations című művével.